# Andrea Stolletz
Andrea Stolletz (* 30. Oktober 1963 in Plauen als Andrea Wolf) ist eine ehemalige deutsche Handballtorhüterin.
Die 1,86 Meter große Torhüterin studierte nach dem Abitur ab 1982 Sport an der DHfK in Leipzig. Sie spielte für den SC Leipzig.
Mit der Frauen-Handballnationalmannschaft der DDR wurde sie 1990 Dritte bei der Weltmeisterschaft; mit der deutschen Nationalmannschaft erreichte sie bei den Olympischen Spielen 1992 den vierten Platz. Sie bestritt 227 Länderspiele, in denen ihr ein Tor gelang.
1984 wurde sie mit dem Vaterländischen Verdienstorden in Silber ausgezeichnet.
1988 wurde sie zur Handballerin des Jahres gewählt.